# 1637 en philosophie
Chronologie de la philosophie
- 1633
- 1634
- 1635
- 1636
- 1637
- 1638
- 1639
- 1640
- 1641

L’année 1637 a été marquée, en philosophie, par les événements suivants :

## Publications
- Comenius : Conatuum Comenianorum praeludia, 1637, Oxford.

- René Descartes :  
  - Le Discours de la méthode (sous-titré Pour bien conduire sa raison, et chercher la vérité dans les sciences) est un texte philosophique publié anonymement par René Descartes à Leyde le 8 juin 1637. Dans les premières éditions, ce discours servait d'introduction à trois traités scientifiques mettant en application cette méthode : La Dioptrique, Les Météores et La Géométrie. Pour Descartes, il s'agit « d'en dire assez pour faire juger que les nouvelles opinions, qui se verraient dans la Dioptrique et dans les Météores, n'étaient point conçues à la légère » [1]. Toutefois, sa célébrité est devenue telle, qu'il est désormais souvent publié seul, comme un essai indépendant.
  - Explication des engins par l'aide desquels on peut avec une petite force lever un fardeau fort pesant, 1637 AT I 435-447

- Thomas Hobbes : A Briefe of the Art of Rhetorique (dans l'édition Molesworth, The Whole Art of Rhetoric). Traduction de la Rhétorique d'Aristote. 1637.